# Neuville-sur-Ornain

Neuville-sur-Ornain este o comună în departamentul Meuse din nord-estul Franței. În 2010 avea o populație de 354 de locuitori.

## Evoluția populației
| An        | 1975 | 1982 | 1990 | 1999 | 2006 | 2010 |
| --------- | ---- | ---- | ---- | ---- | ---- | ---- |
| Populație | 341  | 381  | 423  | 347  | 350  | 354  |